# Afipsip
Afipsip (in lingua russa Афипсип) è un centro abitato dell'Adighezia, situato nel Tachtamukajskij rajon. Si trova sulla riva settentrionale del bacino di Šapsug. La popolazione era di 2 144 abitanti nel 2023. Ci sono 35 strade.